# Seongsu-Brücke
Die Seongsu-Brücke (성수대교 Seongsu-daegyo) ist eine Straßenbrücke in Seoul über den Hangang und verbindet die Stadtteile Seongdong und Gangnam.
Sie wurde ab April 1977 von Dong Ah Construction Industrial Company in Stahlfachwerkbauweise mit Pfeilern aus Stahlbeton errichtet und im Oktober 1979 fertiggestellt.

Das abgestürzte Teilstück im Fluss

Die Brücke stürzte am 21. Oktober 1994 um 7:40 Uhr ein. Aufgrund eines falschen Schweißverfahrens kam es zu einem Strukturversagen der Konstruktion, wodurch ein 48 m breites Teilstück 17 Meter tief in den Fluss stürzte. Dabei wurden ein Bus, ein Lieferwagen und zwei Pkw in die Tiefe gerissen, es kamen 32 Menschen ums Leben und 17 wurden verletzt. An der Suchaktion im Fluss, die durch Regen und Wind erschwert wurde, beteiligten sich auch zahlreiche kleinere zivile Boote. Das Teilstück versank wegen der jahreszeitlich bedingten geringen Wassertiefe nicht komplett im Fluss, sondern blieb sichtbar.
Zunächst wurde eine Reparatur in Erwägung gezogen, diese erwies sich aber aufgrund der Mängel in Konstruktion und Bauausführung als undurchführbar. Daher blieb ein kompletter Neubau der Brücke die einzige Möglichkeit.
Der Neubau begann am 26. April 1995 und wurde von Hyundai Construction durchgeführt. Neben den Versteifungen, die die Querbelastungen aufnehmen können, wurde die Betonfahrbahn durch Stahlplatten ersetzt, die das Gesamtgewicht der Brücke verringern. Zusätzlich wurde die Anzahl der Fahrbahnen von vier auf acht erhöht. Alle Baumaßnahmen wurden am 15. August 1997 abgeschlossen.
Der Einsturz der Seongsu-Brücke war nicht der einzige Einsturz einer Brücke in Südkorea: Seit 1970 stürzten insgesamt acht Brücken, davon drei im Raum Seoul, ein. In den meisten Fällen lag die Ursache darin, dass man der Schnelligkeit den Vorzug vor der Sicherheit gegeben hatte.